# St. Nikolaus (Fiegenstall)

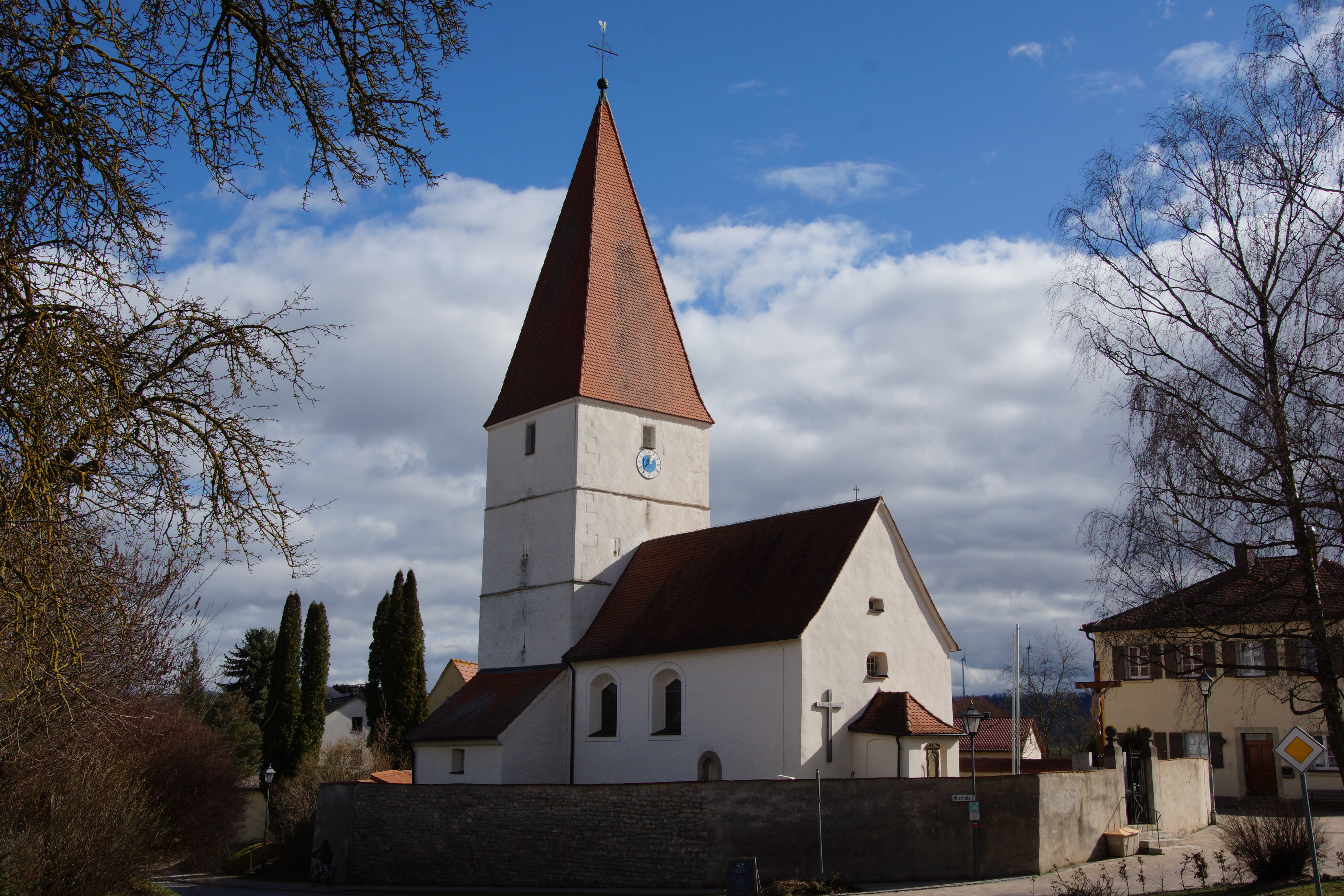
St. Nikolaus (Fiegenstall), aufgenommen 2020

Die römisch-katholische Pfarrkirche St. Nikolaus ist ein denkmalgeschütztes Kirchengebäude in Fiegenstall, einem Gemeindeteil der bayerischen Gemeinde Höttingen im mittelfränkischen Landkreis Weißenburg-Gunzenhausen. Das Bauwerk ist unter der Denkmalnummer D-5-77-141-14 als Baudenkmal in der Bayerischen Denkmalliste eingetragen.  Die mittelalterlichen untertägigen Bestandteile der Kirche sind zusätzlich als Bodendenkmal (Nummer: D-5-6932-0266) eingetragen. Das Patrozinium der Kirche ist der hl. Nikolaus von Myra. Die Pfarrei gehört zum Pfarrverband Weißenburg im Dekanat Weißenburg-Wemding des Bistums Eichstätt. Die Kirche mit der postalischen Adresse Ortsstraße 28 liegt an der Hauptstraße im Ortskern Fiegenstalls auf einer Höhe von 449 m ü. NHN.

## Beschreibung

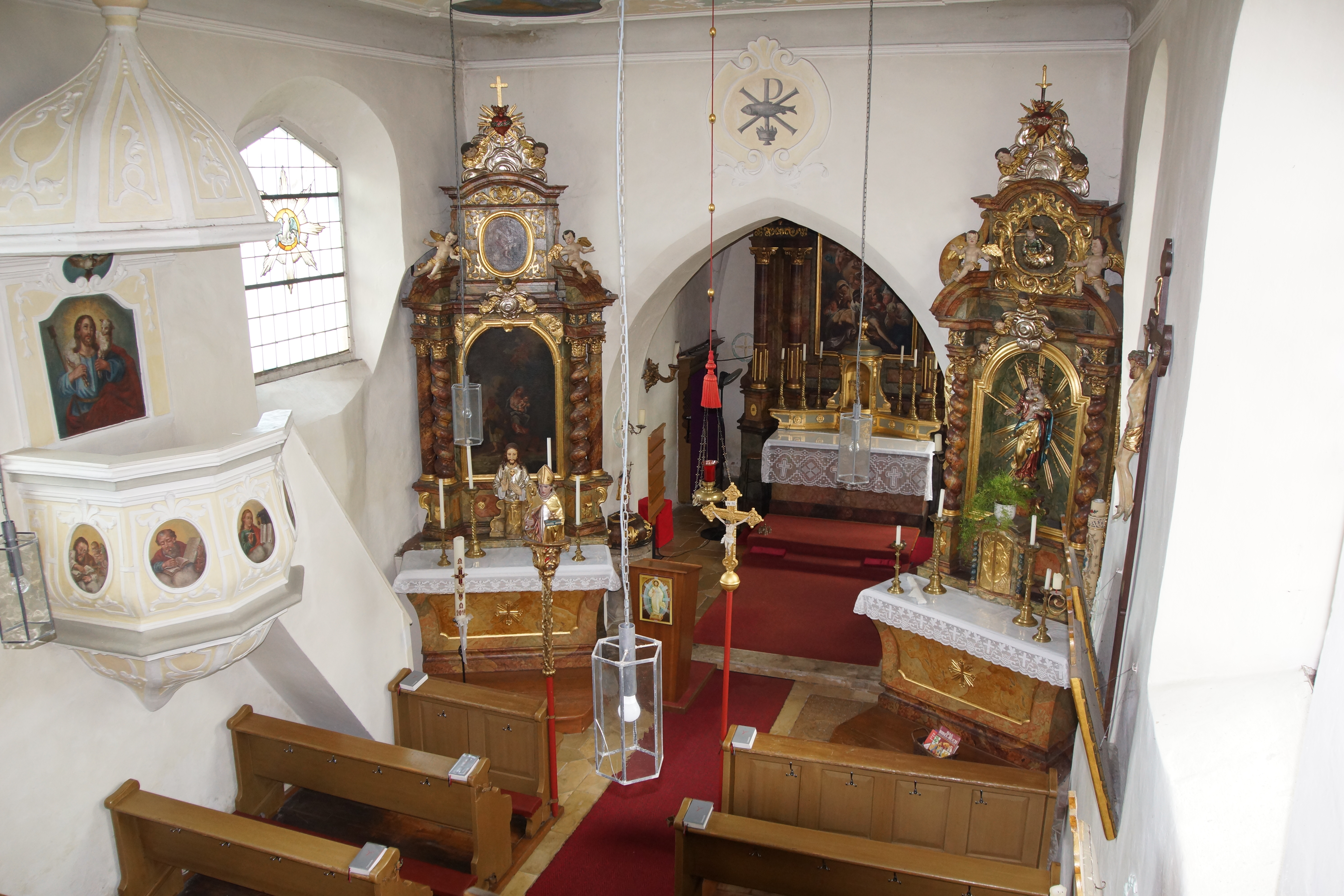
Langhaus mit Blick zum Chor

Die Saalkirche wurde am Anfang des 15. Jahrhunderts gebaut. Sie wurde unter Johann Konrad von Gemmingen 1598 renoviert und neu ausstaffiert. Sein Wappen befindet sich an der Ostseite des viergeschossigen Chorturms, der im Kern älter ist. Seinen spitzen Pyramidenhelm erhielt er 1705. Der Chor, d. h. das Erdgeschoss des Chorturms, ist mit einem Kreuzrippengewölbe überspannt, das Langhaus mit einer Flachdecke, die 1736 von Franz Xaver Horneis mit Stuck verziert wurde. Auf dem Altarretabel des um 1800 gebauten Hochaltars ist der heilige Nikolaus dargestellt. Die Kanzel wurde 1736 gebaut.